# Mariano Agate
Mariano Agate (Mazara del Vallo, 19 de mayo de 1939 – Mazara del Vallo, 3 de abril de 2013) fue un miembro de la mafia siciliana. Es el jefe de la familia mafiosa de Mazara del Vallo desde 1970, cuando sustituyó al antiguo jefe Mariano Licari. También era el jefe del mandamento de Mazara, incluyendo las familias mafiosas de Marsala, Salemi y Vita. Agate fue miembro de "Iside", una de las logias masónicas locales más importantes. 
En la década de 1980 Agate apoyó a los corleonesi durante la Segunda guerra de la mafia y se convirtió en el aliado más importante de Totò Riina en la provincia de Trapani. También se convirtió en miembro de la Comisión de la mafia.
Fue arrestado en 1982 por tráfico de heroína. En 1985 fue condenado a cadena perpetua por varios asesinatos, incluidos los de juez Giacomo Ciaccio Montalto y el alcalde de Castelvetrano, Vito Lipari. Agate fue detenido de nuevo en 1992, después de su liberación el año anterior. Ha sido condenado a cadena perpetua por los asesinatos de los jueces antimafia Giovanni Falcone y Paolo Borsellino.
En la década de 1990, los miembros de su clan trabajaron junto con el clan de la 'Ndrangheta de Africo encabezada por Giuseppe Morabito para importar hachís de Marruecos y cocaína desde América Latina.
A pesar de ser encarcelado, en 2004 fue acusado de dirigir una red de tráfico de cocaína internacional, con varios clanes de la 'Ndrangheta (los Marando, los Trimboli y los Barbaro, todos ellos de Platì), con el apoyo de su hijo Epifanio Agate y Salvatore Miceli, fugitivo en Colombia. A pesar de estar encarcelado bajo el estricto régimen del Artículo 41 bis instruyó a su hijo sobre cómo manejar el negocio.